# Neoveitchia
Neoveitchia är ett släkte av enhjärtbladiga växter. Neoveitchia ingår i familjen Arecaceae.
Kladogram enligt Catalogue of Life:
| Neoveitchia | \| \| Neoveitchia brunnea \| \| \| \| \| \| Neoveitchia storckii \| \| \| \| |
|             | \| \| Neoveitchia brunnea \| \| \| \| \| \| Neoveitchia storckii \| \| \| \| |
|             | Neoveitchia brunnea                                                          |
|             |                                                                              |
|             | Neoveitchia storckii                                                         |
|             |                                                                              |

## Bildgalleri

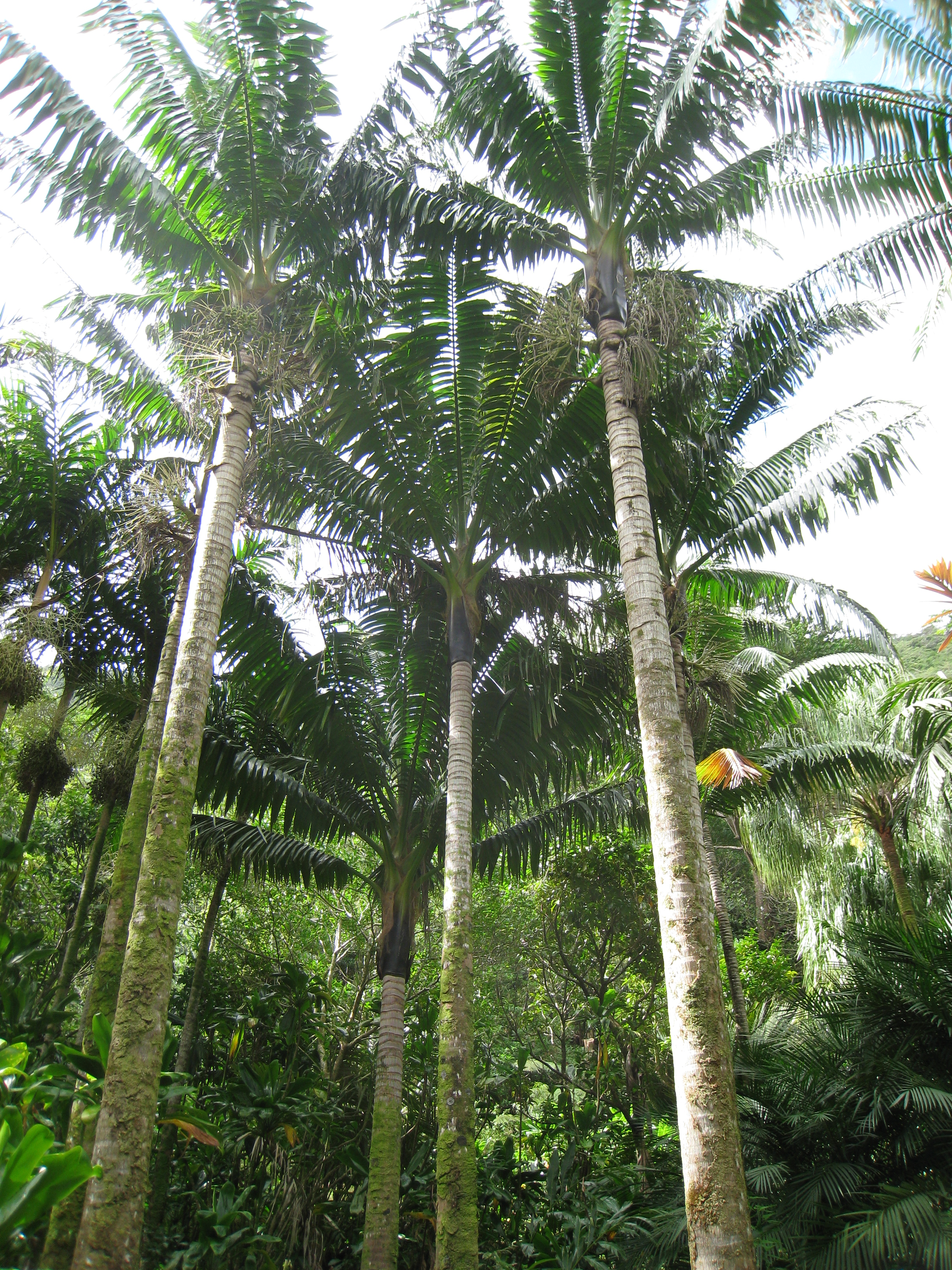